# Open Sud de France 2021
Open Sud de France 2021 là một giải quần vợt thi đấu trên mặt sân cứng trong nhà. Đây là lần thứ 34 giải đấu được tổ chức, và là một phần của ATP Tour 250 trong ATP Tour 2021. Giải đấu diễn ra tại Arena Montpellier ở Montpellier, Pháp, từ ngày 22 tháng 2 đến ngày 28 tháng 2 năm 2021.

## Điểm và tiền thưởng

### Phân phối điểm
| Sự kiện | VĐ  | CK  | BK | TK | Vòng 1/16 | Vòng 1/32 | Q  | Q2 | Q1 |
| Đơn     | 250 | 150 | 90 | 45 | 20        | 0         | 12 | 6  | 0  |
| Đôi     | 250 | 150 | 90 | 45 | 0         | —         | —  | —  | —  |

### Tiền thưởng
| Sự kiện | VĐ      | CK      | BK      | TK     | Vòng 1/16 | Vòng 1/32 | Q2     | Q1     |
| Đơn     | €21,655 | €16,000 | €12,000 | €8,200 | €5,600    | €4,000    | €2,050 | €1,130 |
| Đôi*    | €7,550  | €5,530  | €4,200  | €3,010 | €2,200    | —         | —      | —      |

*mỗi đội

## Nội dung đơn

### Hạt giống
| Quốc gia | Tay vợt               | Xếp hạng1 | Hạt gióng |
| -------- | --------------------- | --------- | --------- |
| ESP      | Roberto Bautista Agut | 13        | 1         |
| BEL      | David Goffin          | 15        | 2         |
| SRB      | Dušan Lajović         | 27        | 3         |
| POL      | Hubert Hurkacz        | 30        | 4         |
| ITA      | Jannik Sinner         | 32        | 5         |
| FRA      | Ugo Humbert           | 34        | 6         |
| ITA      | Lorenzo Sonego        | 35        | 7         |
| GER      | Jan-Lennard Struff    | 37        | 8         |

- 1 Bảng xếp hạng vào ngày 8 tháng 2 năm 2021.[2]

### Vận động viên khác
Đặc cách:
- Benjamin Bonzi
- Hugo Gaston
- Andy Murray

Vượt qua vòng loại:
- Grégoire Barrère
- Peter Gojowczyk
- Tallon Griekspoor
- Bernabé Zapata Miralles

### Rút lui
- Pablo Carreño Busta → thay thế bởi  Dennis Novak
- Kyle Edmund → thay thế bởi  Gilles Simon
- Richard Gasquet → thay thế bởi  Sebastian Korda
- Filip Krajinović → thay thế bởi  Jiří Veselý
- Nick Kyrgios → thay thế bởi  Norbert Gombos
- Feliciano López → thay thế bởi  Mikael Ymer
- Reilly Opelka → thay thế bởi  Marcos Giron

## Nội dung đôi

### Hạt giống
| Quốc gia | Tay vợt          | Quốc gia | Tay vợt                | Xếp hạng1 | Hạt giống |
| -------- | ---------------- | -------- | ---------------------- | --------- | --------- |
| FIN      | Henri Kontinen   | FRA      | Édouard Roger-Vasselin | 46        | 1         |
| ESA      | Marcelo Arévalo  | NED      | Matwé Middelkoop       | 99        | 2         |
| DNK      | Frederik Nielsen | GER      | Tim Pütz               | 117       | 3         |
| IND      | Divij Sharan     | SVK      | Igor Zelenay           | 138       | 4         |

- 1 Bảng xếp hạng vào ngày 25 tháng 1 năm 2021.

### Vận động viên khác
Đặc cách:
- David Goffin /  Lucas Pouille
- Fabrice Martin /  Gilles Simon

Bảo toàn thứ hạng:
- Dušan Lajović /  Marc López

## Nhà vô địch

### Đơn
- David Goffin đánh bại  Roberto Bautista Agut, 5–7, 6–4, 6–2.

### Đôi
- Henri Kontinen /  Édouard Roger-Vasselin đánh bại  Jonathan Erlich /  Andrei Vasilevski, 6–2, 7–5.